# نيلو أكونا
نيلو أكونا (بالإسبانية: Nilo Acuña)‏ هو لاعب كرة قدم أوروغواياني في مركز الهجوم، ولد في 26 سبتمبر 1943 في مونتيفيديو في الأوروغواي، وتوفي في 29 أغسطس 2004 في الأوروغواي. شارك مع منتخب الأوروغواي لكرة القدم. أما مع النوادي، فقد لعب مع بنيارول ونادي ليفربول ونادي مونتيري.